# جينيفر إيليس كوكس
جينيفر إيليس كوكس (بالإنجليزية: Jennifer Elise Cox)‏ هي ممثلة أمريكية ولدت في يوم 29 نوفمبر 1969 في مدينة نيويورك في الولايات المتحدة، مثلت دور جان برادي في فيلم The Brady Bunch Movie في سنة 1995، وفيلم الخطة الإحتياطية في سنة 2010، ومثلت في مسلسل زوجتي وأطفالي في سنة 2005.

## وصلات خارجية
- جينيفر إيليس كوكس على موقع IMDb (الإنجليزية)
- جينيفر إيليس كوكس على موقع ألو سيني (الفرنسية)
- جينيفر إيليس كوكس على موقع ميوزك برينز (الإنجليزية)
- جينيفر إيليس كوكس على موقع أول موفي (الإنجليزية)
- جينيفر إيليس كوكس على موقع ديسكوغز (الإنجليزية)
- جينيفر إيليس كوكس على موقع قاعدة بيانات الفيلم (الإنجليزية)
- جينيفر إيليس كوكس على موقع كينوبويسك (الروسية)

- جينيفر إيليس كوكس على قاعدة بيانات الأفلام على الإنترنت
- جينيفر إيليس كوكس على فيس‌بوك